# Marele Premiu al Emiliei-Romagna din 2021
Marele Premiu al Emiliei-Romagna din 2021 (cunoscut oficial ca Formula 1 Pirelli Gran Premio del Made in Italy dell'Emilia Romagna 2021) a fost o cursă de Formula 1 care a avut loc între 16 și 18 aprilie 2021 pe Autodromo Enzo e Dino Ferrari din Imola, Italia. Cursa a fost a doua etapă a Campionatului Mondial de Formula 1 al FIA din 2021.

## Context
Sezonul 2021 are loc în timpul pandemiei de COVID-19, o pandemie globală care a dus la modificări semnificative ale calendarului sezonului de Formula 1 din 2021. Va fi a douăzeci și noua oară când Imola găzduiește o cursă de Formula 1, care a găzduit anterior 27 de ediții ale Marele Premiu al statului San Marino și Marelui Premiu al Italiei din 1980. Spre deosebire de ediția din 2020, acest eveniment are loc în formatul mai tradițional de trei zile, nu de două.

## Clasament

### Calificări
| Poz.                  | Nr. | Pilot              | Constructor               | Timpi calificări | Timpi calificări | Timpi calificări | Grila finală |
| Poz.                  | Nr. | Pilot              | Constructor               | Q1               | Q2               | Q3               | Grila finală |
| --------------------- | --- | ------------------ | ------------------------- | ---------------- | ---------------- | ---------------- | ------------ |
| 1                     | 44  | Lewis Hamilton     | Mercedes                  | 1:14,955         | 1:14,817         | 1:14,411         | 1            |
| 2                     | 11  | Sergio Pérez       | Red Bull Racing-Honda     | 1:15,395         | 1:14,716         | 1:14,955         | 2            |
| 3                     | 33  | Max Verstappen     | Red Bull Racing-Honda     | 1:15,109         | 1:14,884         | 1:14,498         | 3            |
| 4                     | 16  | Charles Leclerc    | Ferrari                   | 1:15,413         | 1:14,808         | 1:14,740         | 4            |
| 5                     | 10  | Pierre Gasly       | AlphaTauri-Honda          | 1:15,548         | 1:14,927         | 1:14,790         | 5            |
| 6                     | 3   | Daniel Ricciardo   | McLaren-Mercedes          | 1:15,669         | 1:15,033         | 1:14,826         | 6            |
| 7                     | 4   | Lando Norris       | McLaren-Mercedes          | 1:15,009         | 1:14,718         | 1:14,875         | 7            |
| 8                     | 77  | Valtteri Bottas    | Mercedes                  | 1:14,672         | 1:14,905         | 1:14,898         | 8            |
| 9                     | 31  | Esteban Ocon       | Alpine-Renault            | 1:15,385         | 1:15,117         | 1:15,210         | 9            |
| 10                    | 18  | Lance Stroll       | Aston Martin-Mercedes     | 1:15,522         | 1:15,138         | Fără timp        | 10           |
| 11                    | 55  | Carlos Sainz Jr.   | Ferrari                   | 1:15,406         | 1:15,199         | N/A              | 11           |
| 12                    | 63  | George Russell     | Williams-Mercedes         | 1:15,826         | 1:15,261         | N/A              | 12           |
| 13                    | 5   | Sebastian Vettel   | Aston Martin-Mercedes     | 1:15,459         | 1:15,394         | N/A              | 13           |
| 14                    | 6   | Nicholas Latifi    | Williams-Mercedes         | 1:15,653         | 1:15,593         | N/A              | 14           |
| 15                    | 14  | Fernando Alonso    | Alpine-Renault            | 1:15,832         | 1:15,593         | N/A              | 15           |
| 16                    | 7   | Kimi Räikkönen     | Alfa Romeo Racing-Ferrari | 1:15,974         | N/A              | N/A              | 16           |
| 17                    | 99  | Antonio Giovinazzi | Alfa Romeo Racing-Ferrari | 1:16,122         | N/A              | N/A              | 17           |
| 18                    | 47  | Mick Schumacher    | Haas-Ferrari              | 1:16,279         | N/A              | N/A              | 18           |
| 19                    | 9   | Nikita Mazepin     | Haas-Ferrari              | 1:16,797         | N/A              | N/A              | 19           |
| Regula 107%: 1:19,899 |     |                    |                           |                  |                  |                  |              |
| NSC                   | 22  | Yuki Tsunoda       | AlphaTauri-Honda          | Fără timp        | N/A              | N/A              | 20           |
| Sursa:                |     |                    |                           |                  |                  |                  |              |

Note
- ^1 – Nicholas Latifi și Fernando Alonso au stabilit același timp în Q2. Latifi a fost clasat înaintea lui Alonso întrucât acesta a stabilit timpul primul.[2]
- ^2 – Yuki Tsunoda nu a obținut nici un timp în timpul calificărilor și i s-a permis să participe la cursă la discreția organizatorilor.[3]

### Cursa
| Poz.                                                               | Nr. | Pilot              | Constructor               | Tururi | Timp/Retras     | Grilă | Puncte |
| ------------------------------------------------------------------ | --- | ------------------ | ------------------------- | ------ | --------------- | ----- | ------ |
| 1                                                                  | 33  | Max Verstappen     | Red Bull Racing-Honda     | 63     | 2:02:34,598     | 3     | 25     |
| 2                                                                  | 44  | Lewis Hamilton     | Mercedes                  | 63     | +22,000         | 1     | 19     |
| 3                                                                  | 4   | Lando Norris       | McLaren-Mercedes          | 63     | +23,702         | 7     | 15     |
| 4                                                                  | 16  | Charles Leclerc    | Ferrari                   | 63     | +25,579         | 4     | 12     |
| 5                                                                  | 55  | Carlos Sainz Jr.   | Ferrari                   | 63     | +27,036         | 11    | 10     |
| 6                                                                  | 3   | Daniel Ricciardo   | McLaren-Mercedes          | 63     | +51,220         | 6     | 8      |
| 7                                                                  | 10  | Pierre Gasly       | AlphaTauri-Honda          | 63     | +52,818         | 5     | 6      |
| 8                                                                  | 18  | Lance Stroll       | Aston Martin-Mercedes     | 63     | +56,909         | 10    | 4      |
| 9                                                                  | 31  | Esteban Ocon       | Alpine-Renault            | 63     | +1:05,704       | 9     | 2      |
| 10                                                                 | 14  | Fernando Alonso    | Alpine-Renault            | 63     | +1:06,561       | 15    | 1      |
| 11                                                                 | 11  | Sergio Pérez       | Red Bull Racing-Honda     | 63     | +1:07,151       | 2     |        |
| 12                                                                 | 22  | Yuki Tsunoda       | AlphaTauri-Honda          | 63     | +1:13,184       | 20    |        |
| 13                                                                 | 7   | Kimi Räikkönen     | Alfa Romeo Racing-Ferrari | 63     | +1:34,773       | 16    |        |
| 14                                                                 | 99  | Antonio Giovinazzi | Alfa Romeo Racing-Ferrari | 63     | +1 tur          | 17    |        |
| 15                                                                 | 5   | Sebastian Vettel   | Aston Martin-Mercedes     | 62     | cutia de viteze | PL    |        |
| 16                                                                 | 47  | Mick Schumacher    | Haas-Ferrari              | 61     | +2 tururi       | 18    |        |
| 17                                                                 | 9   | Nikita Mazepin     | Haas-Ferrari              | 61     | +2 tururi       | 19    |        |
| Ab                                                                 | 77  | Valtteri Bottas    | Mercedes                  | 30     | Coliziune       | 8     |        |
| Ab                                                                 | 63  | George Russell     | Williams-Mercedes         | 30     | Accident        | 12    |        |
| Ab                                                                 | 6   | Nicholas Latifi    | Williams-Mercedes         | 0      | Accident        | 14    |        |
| Cel mai rapid tur: Lewis Hamilton (Mercedes) – 1:16.702 (turul 60) |     |                    |                           |        |                 |       |        |
| Sursa:                                                             |     |                    |                           |        |                 |       |        |

Note
- ^1 – Include 1 punct pentru cel mai rapid tur.
- ^2 – Lance Stroll a terminat pe locul 7 pe pistă, dar a primit o penalizare de cinci secunde după cursă pentru că a părăsit pista și a câștigat un avantaj întrecându-l pe Pierre Gasly.[5]
- ^3 – Yuki Tsunoda a primit o penalizare de cinci secunde pentru că a părăsit pista de mai multe ori.[5]
- ^4 – Kimi Räikkönen a terminat pe locul 9 pe pistă, dar a primit o penalizare de 30 de secunde după cursă pentru o încălcare a startului continuu.[5]
- ^5 – Sebastian Vettel a fost inclus în clasament întrucât a parcurs peste 90% din lungimea cursei.[5]

### Clasament campionat după cursă
|   | Poz. | Pilot           | Puncte |
| - | ---- | --------------- | ------ |
|   | 1    | Lewis Hamilton  | 44     |
|   | 2    | Max Verstappen  | 43     |
| 1 | 3    | Lando Norris    | 27     |
| 2 | 4    | Charles Leclerc | 20     |
| 2 | 5    | Valtteri Bottas | 16     |

|   | Poz. | Constructor           | Puncte |
| - | ---- | --------------------- | ------ |
|   | 1    | Mercedes              | 60     |
|   | 2    | Red Bull Racing-Honda | 53     |
|   | 3    | McLaren-Mercedes      | 41     |
|   | 4    | Ferrari               | 34     |
| 1 | 5    | Aston Martin-Mercedes | 7      |

- Notă: Doar primele cinci locuri sunt prezentate în ambele clasamente.